# Torta

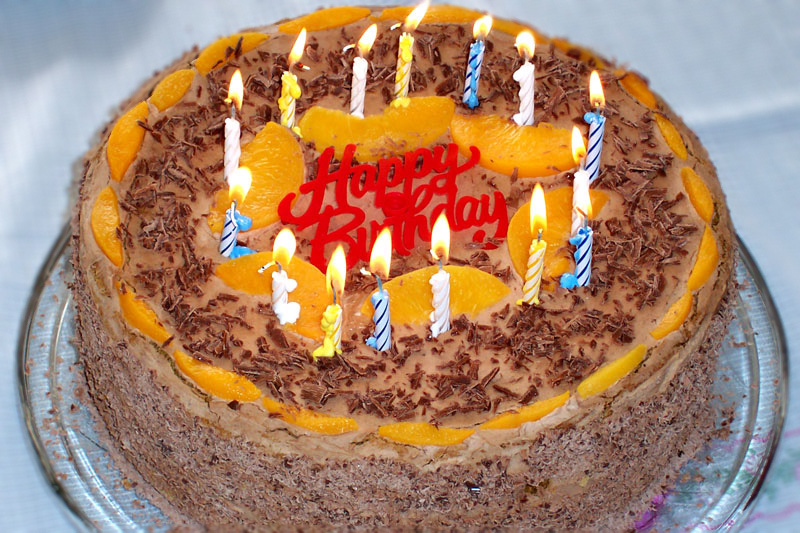
Una torta di compleanno

Torta è un termine generico utilizzato in italiano e in altre lingue dell'Europa meridionale per riferirsi a un dolce normalmente cotto in forno e generalmente di forma rotonda e piatta (ma anche a ciambella, a mattonella o a cupola), a volte da consumare in occasione di ricorrenze ed eventi particolari. Il lemma "torta" viene anche applicato a preparazioni salate che prevedono un involucro di pasta e un ripieno.

## Etimologia e storia
Torta deriva dal termine latino tardo tōrta, il quale può avere vari etimi. La spiegazione tradizionale (che non tiene conto dell'alternanza ŏ ~ ō) lo vuole derivato da tortus, participio passato di torquēre, ‘ritorto, rotondo’, seguendo un non ben attestato significato di ‘pane piatto e rotondo’. Joan Corominas parte invece dal greco antico: τωρτίδιον?, tōrtídion, contrazione in greco antico: τὸ ἀρτίδιον?, tò artídion ("il panino"), da cui sarebbe venuta fuori torta escludendo il diminutivo; dalla differente contrazione in greco antico: ταρτίδιον?, tartídion sarebbe sorta tarta, da cui tartina.
La più antica ricetta di torta nota è la torta alla parmigiana, presente nel Liber de Coquina (XIII secolo), e comprende sei o più strati di ingredienti diversi.

## Caratteristiche

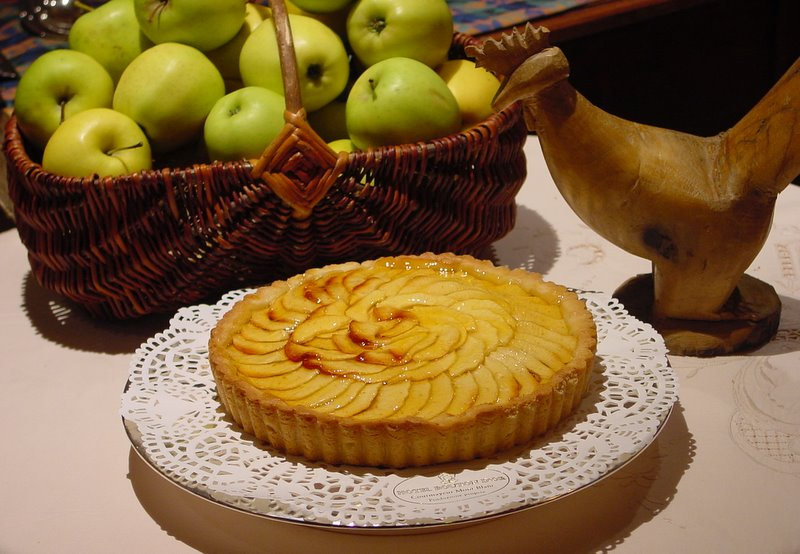
Torta di mele

Ne esistono di svariati tipi, classificati generalmente:
- In base al tipo di preparazione: dolce o salata.
- In base alla temperatura di servizio: calda, semifredda o fredda.
- Secondo il metodo di produzione: cotta o cruda.
- In base alla forma dello stampo: a ciambella, a mattonella, a cupola.[1]
- in base al tipo di ingredienti usati: vegani.

## Nel mondo
Al di fuori dell'ambito italofono, le torte dolci e salate si suddividono in due grandi categorie non riconosciute nella lingua italiana:
- Quelle formate da un pane dolce, più o meno arricchito, solitamente modellato dalla teglia in cui è cotto.[5][6] Solitamente costituite da farina, zucchero, uova, una componente grassa (ad esempio burro, olio o margarina), una componente liquida e agenti lievitanti.[6] A seconda del Paese di provenienza esse prendono un dato nome. Ad esempio, questo tipo di torte è conosciuto come cake nei paesi anglosassoni, e gâteau in quelli francofoni.
- Quelle realizzate rivestendo un contenitore poco profondo con un impasto steso sottilmente e riempiendolo con una miscela che può essere dolce o salata. Esse vengono quindi cotte finché la crosta è croccante e il ripieno è cotto; in alcune di esse può essere aggiunto un secondo strato di pasta in cima, per formare anche una crosta superiore.[5][7] In questa categoria di piatti vi sono la crostata,[5] la pecan pie,[6] la torta di zucca,[6][5] la shoofly pie,[7] la mock apple pie, la quiche e la torta pasqualina. Nei paesi di lingua inglese esse sono conosciute come pie, mentre in Francia sono note come tourte.

## Nella cultura popolare

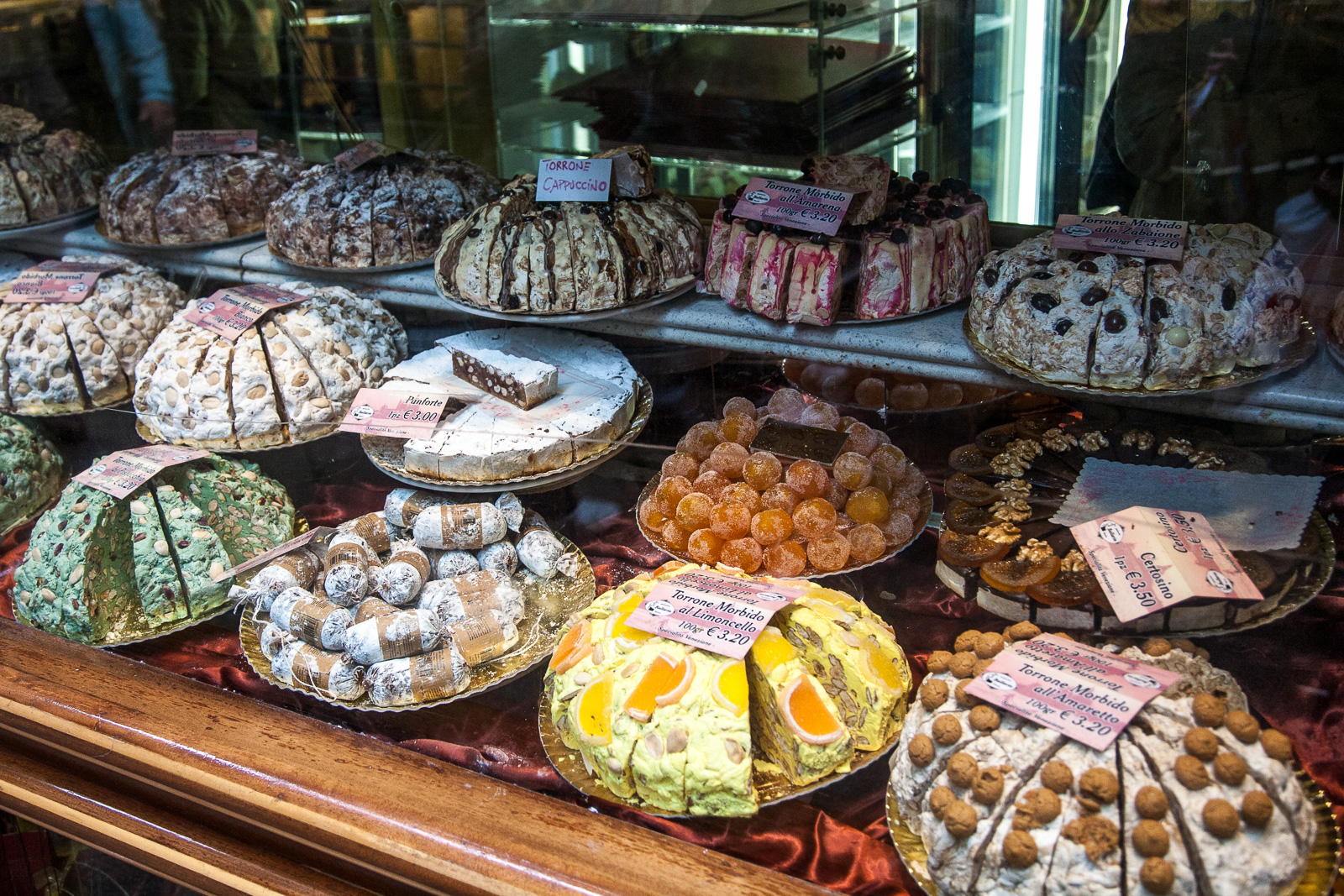
Torte di torrone esposte in vetrina a Venezia.

Esistono alcuni modi di dire inerenti alle torte fra cui spartirsi la torta, che significa dividersi i proventi di un'attività, spesso illecita, e fare la torta, cioè mettersi d'accordo per ottenere dei vantaggi. Ad esempio in una partita di calcio, fare la torta ha il significato di mettersi d'accordo prima sull'esito finale dell'incontro.